# Anolis argenteolus
Anolis argenteolus is een hagedis uit de familie anolissen (Dactyloidae).

## Naam en indeling
De wetenschappelijke naam van de soort werd voor het eerst voorgesteld door Edward Drinker Cope in 1861. Oorspronkelijk werd de naam Anolis (Gastrotropis) argenteolus gebruikt.

## Uiterlijke kenmerken
De hagedis heeft een bruine kleur met lichtere en donkere, onregelmatige vlekken. Mannetjes bereiken een lichaamslengte van ongeveer 15 centimeter (kopromp-lengte 5,4 cm) en vrouwtjes een lichaamslengte van ongeveer 12 centimeter (kopromplengte 4,4 cm). De keelzak is wit van kleur, die van de mannetjes is groot en met een bruin tot grijs midden, die van de vrouwtjes wit en klein.

## Verspreiding en habitat
De soort is endemisch op Cuba en komt alleen voor in het zuidoosten van het land.